# 드림텍
드림텍(DreamTech)은 대한민국의 종합부품기업이다. 2019년 유가증권시장에 상장하였다.
2023년 주주가치 제고를 위해 자사주 104만주(1.5%)를 소각하기로 했다 2023년 11월에는 주가안정을 통한 주주가치 제고를 위해 50억원 규모의 자사주 취득 신탁계약을 체결했다.
   그러나 매년 꾸준히 스톡옵션만  발행하는회사

## 제품
무선 바이오센서, 부정맥 진단용 심전도 패치 등

## 로봇부품
삼성웨어러블 로봇(봇핏)에 적용되는 구동부모듈, 메인모듈, 셀서모듈, 통신모듈을 담당할 것으로 예상된다

## 같이 보기
- 유니퀘스트

## 참고문헌
1. ↑  이정완, 지배구조 재편 마친 드림텍, 신사업 기대감 커진다,  《더벨》 2023.12.01
2. ↑  김세형, 드림텍, 100억 상당 자사주 104만주 소각키로 ,  《스마트투데이》 2023.07.03
3. ↑  김경택, 드림텍, 50억 규모 자사주 취득 신탁계약,  《뉴시스》 2023.11.13
4. ↑  최준규, 드림텍, 무선 바이오센터 고성장성 기대에 주가 '미소',  《핀포인트뉴스》 2023.06.28
5. ↑  드림텍, '삼성웨어러블 로봇(봇핏) 출시에 따른 수혜 기대' Not Rated - IBK투자증권 2023년11월21일 뉴스핌